# 専用鉄道

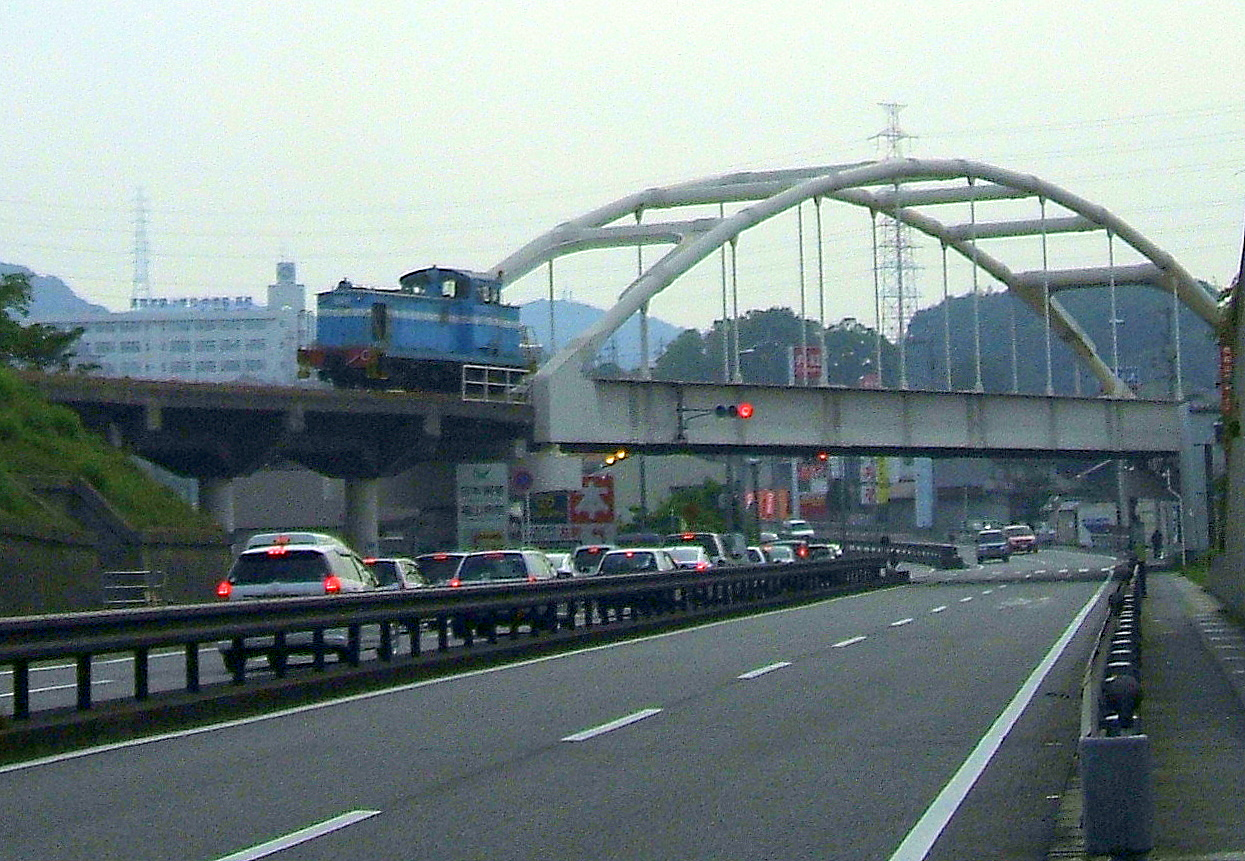
専用線を走行する工場所属の単行機関車（広島県福山市のJFEスチール西日本製鉄所福山地区専用線）

専用鉄道（せんようてつどう）とは、特定の経済主体が専ら自己の用に供するため専用している鉄道のこと。日本の法制度上は、公共の用に供する鉄道に接続するなど一定の条件を満たすものを専用鉄道として定義している。
本項では、類似する概念の専用線（せんようせん）についても記述する。

## 一般的意味での専用鉄道
専用鉄道は、一般的意味では特定の経済主体が専らその用に供するため専用しており、不特定多数の旅客や荷主が利用するものではない鉄道をいう。例えば工場経営のために工場内に敷設され専ら経営者が利用する鉄道、鉱山経営のために坑道内に敷設されるものなどをいう。また、みかん農家などで多用されている産業用モノレールも広義の専用鉄道である。

### 中国
中国では一般の国内鉄道網のほかに約3万kmの地方鉄道と専用鉄道があり、その多くが工業企業内部で運用されている専用鉄道である。これらの比率は大型企業のものが77%、中型企業のものが23%となっている。専用鉄道の多い地域は黒竜江省、山西省、遼寧省、河南省、河北省である。
産業別では工業系統（石炭、冶金、石油、電力、化工、建材などの企業）が74%、運輸通信企業が4%（港専用鉄道2%）、貿易商業企業が3.5%、貨物貯蔵供給企業が3.5%、その他用途の専用鉄道が15%で、ほかに森林鉄道が7,260kmある。

### オーストラリア
オーストラリアの鉄道網の多くは州政府の所有であるが、西オーストラリア州北部やクイーンズランド州などの地下資源地帯には鉱物専用鉄道があるほか、クイーンズランド州には製糖工場によるサトウキビ鉄道もあり、これらは私企業によって所有運営されている。
オーストラリアの鉄鉱山は西オーストラリア州に多く、鉄鉱石のほとんどが専用鉄道で港まで運ばれ輸出されている。

## 日本の法制度の専用鉄道

### 法律上の定義
専用鉄道は鉄道事業法において、「専ら自己の用に供するため設置する鉄道であつて、その鉄道線路が鉄道事業の用に供される鉄道線路に接続するものをいう」と定義されている（鉄道事業法第2条第6項）。接続とは必ずしも既存の鉄道への直通運転を行うことではなく、積み替えによる輸送も実在していた。
専用鉄道は特定の法人または個人が保有する鉄道で、線路延長が3kmを超えることが可能。また他の鉄道と直通接続する必要はなく、なおかつ運輸局長の免許・監督のもと、特定人（従業員等）の輸送もできるものを指す。
専用鉄道の設置者は、国土交通省令で定める技術上の基準に従い、施設や車両の維持・管理をしなければならない（鉄道事業法第39条）。
一方「専用線」は基本的に「一般交通の用に供せざる」鉄道で、日本国有鉄道専用線規則では「特定貨主が自己の専用に供するため、その負担において敷設した日本国有鉄道の側線」（日本国有鉄道専用線規則第2条）を指し、原則として3km以内とされていた。そのため用地を含めて国鉄に無償で提供され、廃止後に元の所有者へ返還されるシステムとなっている。
鉄道国有主義の下では専用鉄道の設置にあたって国から専用鉄道免許を受ける必要があったが、現在の鉄道事業法では免許や許可、届出などの手続条文は削除されている。
類似する概念に、軌道法第一条第二項において「一般交通ノ用ニ供セサル軌道」と定められる専用軌道（せんようきどう）がある。敷設手続きなど詳細は専用軌道規則（大正12年12月29日内務省令第45号）で定められている。

### 歴史
専用鉄道や専用線は、規模の大きな工場や炭鉱・鉱山、港湾地区の倉庫などと最寄駅を結ぶものが多かった。鉄道貨物輸送の全盛期であった1960年代 - 1970年代までは、京浜や中京などの工場地帯や港湾地区を中心に多数存在していたが、1984年（昭和59年2月1日の国鉄ダイヤ改正）以降、貨物列車のコンテナ化によるシステムチェンジにより、ほとんどの路線が廃止された。なお、運行や管理は、設置者から日本通運などの運輸企業に委託されていた。

## 日本の専用線・専用鉄道の例

### 現役路線
運行休止中の路線も含まれている。また以下すべてにおいて専用線と専用鉄道の区別が明確化されていないため注意（修正）を要する。

#### 北海道地方
- 王子製紙苫小牧工場専用線 - 室蘭本線苫小牧駅より分岐

#### 東北地方

##### 青森県
- 三菱製紙八戸工場専用線 - 八戸臨海鉄道北沼駅より分岐

##### 岩手県
- 北上ハイテクペーパー専用線（休止中） - 東北本線六原駅より分岐

##### 宮城県
- 日本製紙石巻工場専用鉄道[6] - 仙石線石巻港駅より分岐
- ENEOS仙台製油所専用線 - 仙台臨海鉄道仙台北港駅より分岐
- キリンビール仙台工場専用線[6] - 仙台臨海鉄道仙台西港駅より分岐
- 日本製紙岩沼工場専用線 - 東北本線岩沼駅より分岐

##### 山形県
- 東北東ソー化学酒田工場専用線（休止中） - 羽越本線酒田港駅より分岐
- 山形県営公共臨港線（休止中） - 羽越本線酒田港駅より分岐
- 水澤化学工業水沢工場専用線（休止中） - 羽越本線羽前水沢駅より分岐

##### 福島県
- 日本オイルターミナル郡山営業所専用線 - 東北本線郡山駅より分岐
- 北芝電機天王原工場専用線 - 東北本線松川駅より分岐
- 東邦亜鉛小名浜製錬所専用線 - 福島臨海鉄道小名浜駅より分岐

#### 関東地方

##### 茨城県
- 日立製作所電機システム事業所専用鉄道 - 常磐線常陸多賀駅より分岐
- 三菱ケミカル茨城事業所専用線（休止中） - 鹿島臨海鉄道奥野谷浜駅より分岐
- ENEOSマテリアル鹿島工場専用線 - 鹿島臨海鉄道奥野谷浜駅より分岐

##### 栃木県
- 日本たばこ産業宇都宮倉庫専用線 - 東北本線宇都宮貨物ターミナル駅より分岐
- 東光高岳小山事業所専用線 - 東北本線小山駅より分岐

##### 群馬県
- 東邦亜鉛安中製錬所専用線 - 信越本線安中駅より分岐

##### 埼玉県
- 関東分岐器岡部工場専用線 - 高崎線岡部駅より分岐
- 太平洋セメント熊谷工場専用線 - 秩父鉄道三ヶ尻駅より分岐
- 秩父太平洋セメント秩父工場専用線 - 秩父鉄道武州原谷駅より分岐

##### 千葉県
- 大阪国際石油精製千葉製油所専用線 - 京葉臨海鉄道甲子駅より分岐
- 富士電機千葉工場専用線 - 京葉臨海鉄道京葉市原駅より分岐
- コスモ石油千葉製油所専用線 - 京葉臨海鉄道浜五井駅より分岐
- 富士石油袖ヶ浦製油所専用線 - 京葉臨海鉄道北袖駅より分岐

##### 東京都
- 在日米軍横田飛行場専用線 - 青梅線拝島駅より分岐
- 東芝府中事業所専用線 - 武蔵野線北府中駅より分岐

##### 神奈川県
- 三井埠頭専用線 - 鶴見線本線扇町駅より分岐
- 昭和電工川崎事業所大川地区専用線（休止中） - 鶴見線大川支線大川駅より分岐
- 東芝エネルギーシステムズ京浜事業所専用線 - 鶴見線海芝浦支線新芝浦駅より分岐
- 在日米軍鶴見貯油施設専用線 - 鶴見線本線安善駅より分岐
- ENEOS川崎製油所専用線 - 神奈川臨海鉄道末広町駅・浮島町駅より分岐
- 東芝エネルギーシステムズ浜川崎工場専用線 - 神奈川臨海鉄道末広町駅より分岐
- 日本触媒川崎製造所千鳥工場専用線 - 神奈川臨海鉄道千鳥町駅より分岐
- 日本石油輸送川崎メンテナンスセンター専用線 - 神奈川臨海鉄道浮島町駅より分岐
- ENEOS根岸製油所専用線 - 根岸線根岸駅より分岐
- 総合車両製作所横浜事業所専用鉄道 - 横須賀線逗子駅より分岐、一部区間を京急逗子線と共用

#### 中部地方

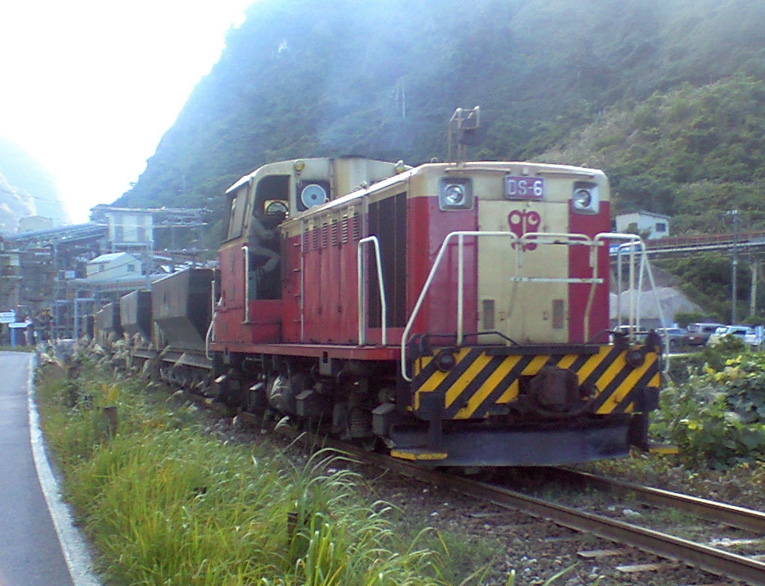
電気化学工業青海工場専用鉄道（2008年10月）

##### 新潟県
- 北越コーポレーション新潟工場専用線 - 信越本線焼島駅より分岐
- 黒山駅分岐新潟東港専用線 - 白新線黒山駅より分岐
- デンカ青海工場専用鉄道 （現在は独立路線）

##### 富山県
- 日産化学工業富山工場専用線 - 高山本線速星駅より分岐
- 中越パルプ工業高岡工場専用線 - 新湊線高岡貨物駅より分岐
- 関西電力黒部専用鉄道 - 黒部峡谷鉄道欅平駅より分岐
- 関西電力黒部専用鉄道黒薙支線 - 黒部峡谷鉄道黒薙駅より分岐。黒部峡谷鉄道自体が、元来は関西電力の（広義の）専用鉄道であった。
- 日本総合リサイクル専用線（元日本製紙伏木工場専用線） - 氷見線伏木駅より分岐（休止中）。専用線は存在はするが、列車での輸送はコストが高いため使用した経歴はない。

##### 山梨県
- ENEOS甲府油槽所専用線 - 中央本線竜王駅より分岐

##### 長野県
- ENEOS松本油槽所専用線 - 篠ノ井線村井駅より分岐
- 松本市専用線 - 篠ノ井線南松本駅より分岐
  - 日本オイルターミナル松本営業所専用線 - 上記松本市線より分岐
  - ジャパンオイルネットワーク[注 2]松本油槽所専用線 - 上記松本市線より分岐
- ENEOS北信油槽所専用線 - しなの鉄道坂城駅より分岐

##### 静岡県
- 明電舎沼津工場専用線 - 東海道本線沼津駅より分岐

##### 愛知県
- 日本車輌製造豊川製作所専用線 - 飯田線豊川駅より分岐
- 王子製紙春日井工場専用線 - 中央本線春日井駅より分岐
  - 愛知電機専用線 - 上記王子製紙専用線より分岐
- 名古屋港管理組合専用線（重量岸壁線） - 名古屋鉄道築港線東名古屋港駅より分岐
- 三洋化成工業名古屋工場専用線 - 名古屋臨海鉄道東港駅より分岐
- 日本製鉄名古屋製鉄所専用線 - 名古屋臨海鉄道名古屋南貨物駅より分岐

##### 三重県
- 太平洋セメント藤原工場専用線 - 三岐鉄道三岐線東藤原駅より分岐
- コスモ石油四日市製油所専用線 - 関西本線四日市駅より分岐
- 太平洋セメント四日市出荷センター専用線 - 関西本線四日市駅より分岐
- 昭和四日市石油四日市製油所専用線 - 関西本線塩浜駅より分岐

#### 近畿地方

##### 大阪府
- 近畿車輛車両製作所専用線 - 片町線徳庵駅より分岐

##### 兵庫県
- 川崎重工業兵庫工場専用線 - 山陽本線兵庫駅より分岐、一部区間を和田岬線と共用
- 三菱電機系統変電システム製作所赤穂工場専用線 - 赤穂線西浜駅より分岐

#### 中国地方

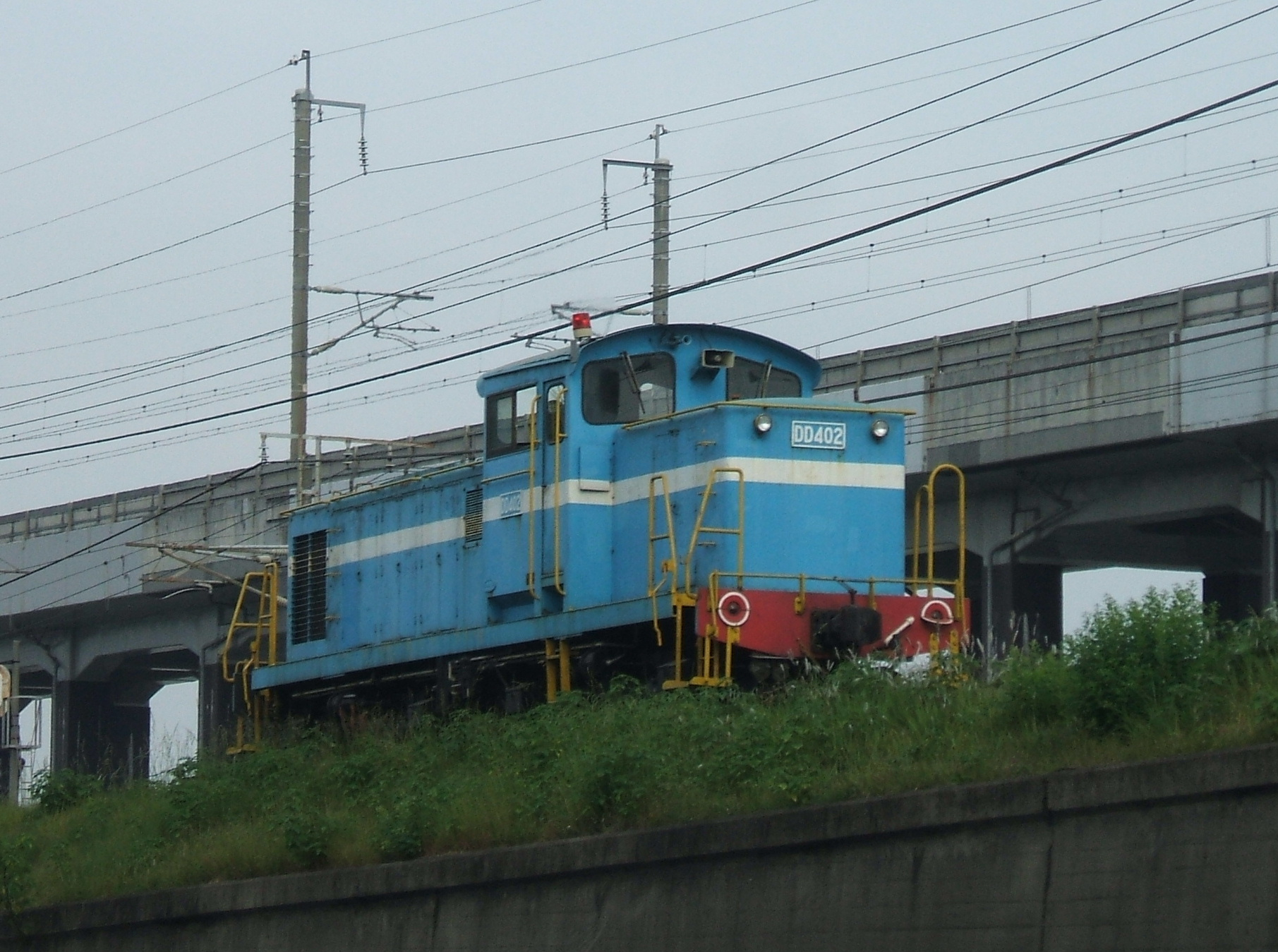
JFEスチール西日本製鉄所所属のDD402機関車

##### 鳥取県
- 王子製紙米子工場専用線 - 山陰本線伯耆大山駅より分岐

##### 広島県
- JFEスチール西日本製鉄所福山地区専用鉄道（通称・日鋼線） - 山陽本線東福山駅より分岐

##### 山口県
- 日本製紙岩国工場専用線 - 山陽本線岩国駅より分岐
- 日立製作所笠戸事業所専用線 - 山陽本線下松駅より分岐

#### 四国地方

##### 愛媛県
- 大王製紙三島工場専用線 - 予讃線伊予三島駅より分岐

#### 九州地方

##### 福岡県
- 日本製鉄八幡製鉄所専用鉄道 - 鹿児島本線黒崎駅より分岐（福岡県北九州市。うち戸畑第一操車場－八幡第二操車場間の電化区間は、くろがね線の通称で知られる）
- 三菱ケミカル福岡事業所専用線  - 鹿児島本線黒崎駅より分岐

##### 宮崎県
- 旭化成延岡工場専用線 - 日豊本線南延岡駅より分岐

#### 独立路線（広義の専用鉄道）
- 日本製鉄東日本製鉄所鹿島地区
- 日本製鉄東日本製鉄所君津地区
- 国土交通省立山砂防工事専用軌道（富山県立山）
- 日本製鉄尼崎製造所・濱本ジェネラルコーポレーション工場構内軌道（兵庫県尼崎市）
- 日本製鉄和歌山製鉄所（和歌山県和歌山市）

### 主な廃線

#### 北海道地方
- 国策パルプ工業勇払工場専用線 - 日高本線勇払駅より分岐（1982年11月15日廃止）
- 苫小牧市営公共臨港線 - 室蘭本線苫小牧駅より分岐（1991年3月廃止）
- 日鉄鉱業東鹿越鉱業所専用線 - 根室本線東鹿越駅より分岐（1997年3月廃止）
- ホクレン中斜里製糖工場専用線 - 釧網本線中斜里駅より分岐（1997年3月廃止）
- 日本製紙旭川工場専用線 - 宗谷本線新旭川駅より分岐（1997年10月廃止）
- 北海道ガス札幌工場専用線 - 函館本線苗穂駅より分岐（2001年3月廃止）
- 日本製紙白老工場専用線 - 室蘭本線萩野駅より分岐（2008年3月15日廃止）
- 日本オイルターミナル旭川営業所専用線 - 宗谷本線北旭川駅より分岐（2012年5月廃止）
- 帯広市産業開発公社専用線 - 根室本線帯広貨物駅より分岐（2012年6月廃止）
  - 日本甜菜製糖芽室製糖所専用線 - 上記公社線より分岐（2012年5月廃止）
- JX日鉱日石エネルギー室蘭製造所専用線 - 室蘭本線本輪西駅より分岐（2014年5月廃止）
- 室蘭開発専用線 - 室蘭本線陣屋町駅より分岐

#### 東北地方

##### 青森県
- 青森県公用臨港線 - 東北本線青森駅より分岐（1980年代廃止）
- 在日米軍三沢飛行場専用線 - 東北本線三沢駅より分岐（2006年頃休止、その後廃止）

##### 岩手県
- 日本専売公社盛岡工場専用線 - 山田線上盛岡駅より分岐

##### 宮城県
- 丸昭工業専用線[6] - 東北本線岩沼駅より分岐（2007年度廃止）

##### 秋田県
- 小坂製錬専用線 - 小坂線小坂駅より分岐（1983年12月廃止）
- 秋田製錬飯島製錬所専用線 - 秋田臨海鉄道秋田北港駅より分岐（2008年3月15日廃止）
- 東北肥料秋田工場専用線 - 羽越本線羽後牛島駅より分岐（1994年3月廃止）
- 十條製紙秋田工場専用線 - 羽越本線新屋駅より分岐（1986年11月1日廃止）
- 日本製紙事業本部秋田工場専用線 - 秋田臨海鉄道向浜駅より分岐（2021年3月13日廃止）

##### 山形県
- 花王酒田工場専用線 - 羽越本線酒田港駅より分岐
- 三菱鉱業油戸炭鉱専用線 - 羽越本線羽前大山駅より分岐（1957年廃止）
- ラサ工業五十川鉱業所専用線 - 羽越本線五十川駅より分岐

##### 福島県
- 昭和電工東長原工場専用線[6] - 磐越西線東長原駅より分岐
- 住友大阪セメント田村工場専用線[6] - 磐越東線大越駅より分岐（2000年3月廃止）
- 三菱製紙白河工場専用線 - 東北本線新白河駅より分岐（1994年頃廃止）
- 保土谷化学工業郡山工場専用線[6] - 東北本線郡山駅より分岐（2001年9月廃止）
- 日東紡績富久山事業センター専用線[6] - 東北本線郡山駅より分岐（1980年代廃止）
- 呉羽化学工業錦工場専用線 - 常磐線勿来駅より分岐（2003年3月廃止）

#### 関東地方

##### 茨城県
- 鹿島石油鹿島製油所専用線 - 鹿島臨海鉄道鹿島臨港線奥野谷浜駅より分岐（1980年代廃止）
- 武田薬品工業鹿島工場専用線 - 鹿島臨海鉄道鹿島臨港線奥野谷浜駅より分岐（2008年廃止）
- 日立セメント本社工場専用線 - 常磐線日立駅より分岐（2006年3月廃止）
- 日本たばこ産業水戸工場専用線 - 常磐線友部駅より分岐（2012年3月17日廃止）
- 日立建機土浦工場専用線 - 常磐線神立駅より分岐（1984年廃止）
- 東京製綱土浦工場専用線 - 常磐線神立駅より分岐

##### 栃木県
- 日本たばこ産業矢板倉庫専用線 - 東北本線矢板駅より分岐（2000年頃廃止）
- 高崎製紙日光工場専用線 - 東北本線岡本駅より分岐（1984年1月廃止）
- 日鉄鉱業羽鶴専用線 - 東武会沢線上白石駅より分岐（1991年11月25日廃止）
  - この東武会沢線は、1997年10月1日に廃止されている。

##### 群馬県
- 日本たばこ産業高崎工場専用線 - 高崎線倉賀野駅より分岐（2005年廃止）
- キリンビール高崎工場専用線 - 高崎線倉賀野駅より分岐（1998年廃止）
- 日新電機前橋製作所専用線-上越線群馬総社駅より分岐（1970年代廃止）

##### 埼玉県
- サッポロビール川口工場専用線 - 東北本線川口駅より分岐（1986年11月1日廃止）
- 埼玉県営鉄道 - 東武東上本線霞ヶ関駅より分岐（1957年6月廃止）
- 秩父鉱業専用線（日本セメント東松山専用線） - 東武東上本線高坂駅より分岐（1984年7月廃止）
- 日本セメント
  - 西大家専用線 - 東武越生線西大家駅（西大家信号所）より分岐（1984年8月1日廃止）
  - 高麗川専用線 - 八高線高麗川駅より分岐（1999年9月廃止）
- 秩父セメント秩父第一工場専用線 - 秩父鉄道秩父本線秩父駅より分岐（1996年頃廃止）
- 米軍所沢通信基地専用線 - 西武新宿線新所沢駅より分岐（廃止年月日不明）

##### 千葉県
- 千葉県営専用線（通称・銚子漁港臨港線） - 総武本線新生駅より分岐（1968年廃止）
- ヒゲタ醤油第二工場専用線 - 総武本線銚子駅より分岐（1984年2月廃止）
- ヤマサ醤油
  - 第一工場専用線 - 総武本線銚子駅より分岐
  - 第二工場専用線 - 総武本線銚子駅より分岐（1984年2月廃止）
  - 第二工場専用線 - 銚子電鉄仲ノ町駅より分岐
- 三井東圧化学専用線 - 外房線新茂原駅より分岐（1996年3月16日廃止）
- 三井化学市原工場専用線 - 京葉臨海鉄道臨海本線前川駅より分岐（1990年代廃止）
- 住友化学千葉工場専用線 - 京葉臨海鉄道臨海本線椎津駅より分岐

##### 東京都
- 三菱製紙中川工場専用線 - 常磐線金町駅より分岐（2003年廃止）
- 日立製作所亀有工場専用線 - 常磐線亀有駅より分岐（1967年廃止）
- 東京都港湾局専用線 - 越中島支線越中島貨物駅より延伸（1989年2月10日廃止）
- 日本製紙物流専用線 - 東北本線北王子駅より分岐
- 淀橋浄水場専用鉄道 - 中央本線大久保駅より分岐（1934年撤去）
- 中島航空金属田無製造所専用線 - 西武池袋線東久留米駅より分岐（1950年5月廃止）
- 中島飛行機武蔵野製作所専用線 - 中央本線武蔵境駅より分岐、日本国有鉄道武蔵野競技場線の前身
- 陸軍航空工廠専用線 - 青梅電鉄（現・JR青梅線）中神駅より分岐

##### 神奈川県
- 国際埠頭専用線 - 神奈川臨海鉄道本牧線横浜本牧駅より分岐（2005年7月休止）
  - 日本農産工業本牧工場専用線 - 上記国際埠頭専用線より分岐（1991年5月廃止）
- 旭化成ケミカルズ川崎製作所専用線 - 神奈川臨海鉄道千鳥線千鳥町駅より分岐（2006年8月廃止）
- 新日本石油化学川崎工場専用線 - 神奈川臨海鉄道千鳥線千鳥町駅より分岐
- 昭和電工川崎事業所扇町地区専用線 - 鶴見線本線扇町駅より分岐
- 味の素川崎工場専用線 - 東海道本線川崎貨物駅より分岐、京急大師線川崎大師駅まで三線軌条（1997年廃止）
- 東亜石油京浜製油所扇町工場専用線 - 東海道本線浜川崎駅より分岐（2011年廃止）
- 日清サラダ油横浜磯子事業所専用線 - 根岸線磯子駅より分岐（1986年廃止）
- 明治製糖川崎工場専用線 - 東海道本線川崎駅より分岐（1981年廃止）
- 住友電気工業横浜製作所専用線 - 東海道本線大船駅より分岐（1984年廃止）
- 関東特殊製鋼専用線 - 東海道本線辻堂駅より分岐（1981年頃廃止）
- 東洋工機平塚工場専用線 - 東海道本線平塚駅より分岐
- 日本たばこ産業平塚工場専用線 - 東海道本線平塚駅より分岐（1985年頃廃止）
- セントラルガス湘南営業所 - 東海道本線平塚駅より分岐（1985年頃廃止）
- 日産車体湘南工場専用線 - 東海道本線平塚駅より分岐（1975年頃廃止）
  - 横浜ゴム平塚製作所専用線 - 上記日産車体線より分岐（1972年頃廃止）
- 在日米軍厚木飛行場専用線 - 相模鉄道本線相模大塚駅より分岐
- 久保田鉄工小田原工場専用線 - 東海道貨物線西湘貨物駅より分岐（1970年頃廃止）
- 財務省印刷局小田原工場専用線 - 東海道貨物線西湘貨物駅より分岐（1970年頃廃止）
- 日本専売公社小田原工場専用線 - 小田急小田原線足柄駅より分岐（1984年廃止）
- 在日米軍田浦送油施設専用線 - 横須賀線田浦駅より分岐
- 在日米軍田奈弾薬庫専用線 - 東急電鉄田園都市線長津田駅より分岐、東急こどもの国線の前身

#### 中部地方

##### 新潟県
- 水澤化学工業中条工場専用線 - 羽越本線中条駅より分岐（1990年代後半廃止）
- クラレ中条事業所専用線 - 羽越本線中条駅より分岐
- ダイセル新井工場専用線 - 信越本線新井駅より分岐（2008年3月15日廃止）
- 新潟燃商長野油槽所専用線 - 信越本線長野駅より分岐（2009年3月14日廃止）
- 北越製紙長岡工場・北越メタル長岡工場共用線 - 信越本線北長岡駅より分岐 （1984年廃止）
- 日産化学工業長岡工場専用線 - 越後交通長岡線西長岡駅より分岐 （1972年廃止）
- 信越化学工業直江津工場専用線 - 信越本線黒井駅より分岐（2000年頃廃止）
- 日本曹達二本木工場専用線 - 信越本線二本木駅より分岐（2007年3月廃止）

##### 富山県
- 明星セメント糸魚川工場専用線 - 北陸本線糸魚川駅より分岐（2003年3月15日廃止）中越パルプ工業二塚工場専用線（2009年8月）

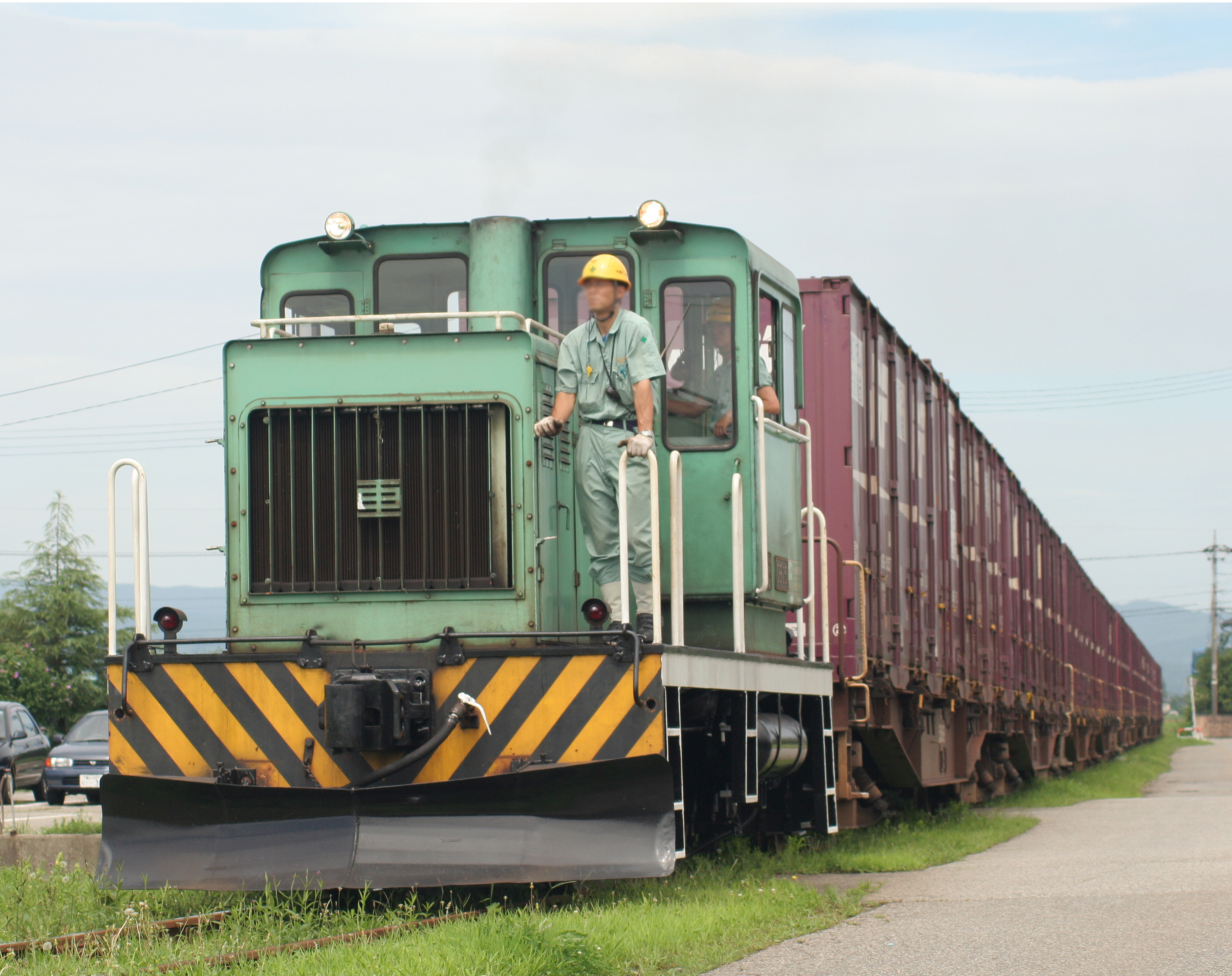
中越パルプ工業二塚工場専用線（2009年8月）

- 日鉱亜鉛三日市製錬所専用線 - 北陸本線黒部駅より分岐（1995年廃止）
- 日本カーバイド工業魚津工場専用線 - 北陸本線魚津駅より分岐（1997年頃廃止）
- 呉羽紡績専用線 - 北陸本線呉羽駅より分岐
- 日本鋼管富山電気製鉄所専用線 - 新湊線新湊駅（現・高岡貨物駅）より分岐
- 日本重化学工業専用線 - 新湊線新湊駅より分岐
- 中越パルプ高岡工場専用線 - 新湊線新湊駅（現・高岡貨物駅）より分岐（2020年12月25日廃止）
- 荻布倉庫専用線 - 新湊線新湊駅（現・高岡貨物駅）より分岐（2018年廃止）
- 日本高周波鋼業専用線 - 万葉線東新湊駅より分岐
- 日本曹達高岡工場専用線 - 氷見線能町駅より分岐（2004年廃止）
- 日本ゼオン伏木工場専用線 - 氷見線能町駅より分岐
- 中越パルプ高岡工場専用線 - 氷見線能町駅より分岐
- 日本製紙伏木工場専用線 - 氷見線伏木駅より分岐（工場・専用線廃止後は日本総合リサイクルへ）
- 東亞合成高岡工場専用鉄道 - 氷見線伏木駅より分岐（2008年10月廃止）
- 中越パルプ伏木工場専用線 - 氷見線伏木駅より分岐
- 出光興産伏木製油所専用線 - 氷見線伏木駅側線より分岐
- 日本石油（現・ENEOS）伏木製油所専用線 - 氷見線伏木駅側線より分岐
- エッソ石油（現・エクソンモービル）伏木製油所専用線 - 氷見線伏木駅側線より分岐
- 共同石油（後のジャパンエナジー）伏木製油所専用線 - 氷見線伏木駅側線より分岐
- 日本ゼオン伏木製油所専用線 - 氷見線伏木駅側線より分岐
- 昭和石油（現・昭和シェル石油）伏木製油所専用線 - 氷見線伏木駅側線より分岐
- 小松製作所氷見第一工場専用線 - 氷見線氷見駅より分岐
- 日本電工専用線 - 北陸本線越中大門駅より分岐
- 東洋紡績庄川工場専用線 - 北陸本線越中大門駅より分岐
- 鐘紡専用線 - 城端線高岡駅 - 二塚駅間より分岐
- 中越パルプ工業二塚工場専用線 - 城端線二塚駅より分岐（2017年3月31日廃止）

##### 福井県
- 東洋紡績敦賀工場専用線 - 北陸本線敦賀駅より分岐（1996年廃止）
- 日本鉱業敦賀製錬所専用線- 北陸本線敦賀駅より分岐
- 敦賀セメント敦賀工場専用線 - 北陸本線貨物支線・敦賀港線敦賀港駅より分岐（1990年廃止）
- 信越化学工業武生工場専用線 - 北陸本線武生駅より分岐（1984年廃止）
- 福井化学工業金津工場専用線（旧・京福電鉄永平寺線一部転用） - 北陸本線芦原温泉駅より分岐（1982年廃止）

##### 長野県
- 日本鋼管鉱業諏訪鉱業所茅野駅専用側線（通称・諏訪鉄山鉄道） - 戦時特例による全長約10キロの貨物側線で全線が中央本線茅野駅構内扱い。（1944年供用開始、1947年廃止）
- JA東日本くみあい飼料辰野工場専用線 - 中央本線辰野駅より分岐（1996年3月廃止）
- 豊島屋辰野油槽所専用線 - 中央本線辰野駅より分岐
- 日本オイルターミナル上田営業所専用線 - しなの鉄道線西上田駅より分岐（2011年3月12日廃止）

##### 岐阜県

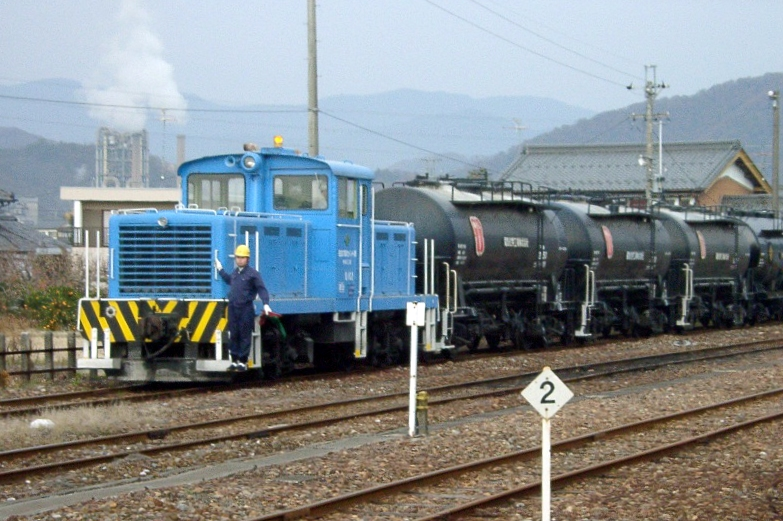
住友大阪セメント岐阜工場から電化セメントの出荷基地へ向かうセメント貨物列車（2001年12月）

- 住友大阪セメント岐阜工場専用線 - 樽見鉄道樽見線本巣駅より分岐（2006年3月廃止）
- 神岡鉱業神岡鉱業所専用線 - 神岡鉄道神岡線神岡鉱山前駅より分岐（2004年10月廃止）
- 本州製紙中津工場専用線 - 中央本線中津川駅より分岐
- 関西電力丸山水力専用鉄道 - 名古屋鉄道八百津線八百津駅より分岐（1954年5月廃止）
- 揖斐川電気工業大垣事業所専用線 - 近畿日本鉄道（現・養老鉄道）養老線西大垣駅より分岐
- 揖斐川電気工業河間事業所専用線 - 近畿日本鉄道（現・養老鉄道）養老線河間駅より分岐（1974年7月1日廃止[注 3]）
- 神鋼造機大垣工場・揖斐川電気工業青柳事業所専用線 - 近畿日本鉄道（現・養老鉄道）養老線美濃青柳駅より分岐
- 東邦レーヨン揖斐川工場専用線 - 近畿日本鉄道（現・養老鉄道）養老線広神戸駅より分岐（1969年廃止）
- 新内外綿専用線 - 近畿日本鉄道（現・養老鉄道）養老線駒野駅より分岐
- 岐阜県信用組合購買連合会（現・JAにしみの）専用線 - 近畿日本鉄道（現・養老鉄道）養老線新室駅より分岐
- 東亜紡績大垣工場・特殊軽合金専用線 - 近畿日本鉄道（現・養老鉄道）養老線室駅より分岐
- 日本専売公社岐阜工場専用線 - 東海道本線岐阜駅より分岐
- 大日本紡績岐阜工場専用線 - 東海道本線岐阜駅より分岐

##### 静岡県
- 東レ三島工場専用線 - 東海道本線三島駅より分岐（2007年5月廃止）
- 関東自動車工業東富士工場専用線 - 御殿場線岩波駅より分岐（1982年11月15日廃止）
- 図書印刷沼津工場専用線 - 東海道本線原駅より分岐（1980年代廃止）
- 日本製紙富士工場鈴川製造所専用線 - 東海道本線吉原駅より分岐
- 日本製紙富士工場富士製造所専用線 - 東海道本線富士駅より分岐
- 王子特殊紙東海工場岩淵製造所専用線 - 東海道本線富士川駅より分岐
- 日本軽金属蒲原製造所専用線 -  東海道本線富士川駅より分岐（1984年2月1日廃止）
- 日本軽金属清水工場専用線 - 清水港線三保駅より分岐
- 三井・デュポンフロロケミカル清水工場専用線 - 清水港線三保駅より分岐
- 東洋モスリン専用線 - 東海道本線静岡駅より分岐（1969年頃廃止）
- 静岡砂利線 - 東海道本線静岡駅より分岐（後に西武鉄道が吸収、1967年頃廃止）
- 巴川製紙所静岡工場 - 東海道本線用宗駅より分岐（1986年10月廃止）
- サッポロビール静岡工場専用線 - 東海道本線焼津駅より分岐（1986年11月1日廃止）
- 日清紡績島田工場専用線 - 東海道本線島田駅より分岐（1970年頃廃止）
- 東海パルプ島田工場専用線 - 東海道本線島田駅より分岐（1997年頃廃止）
- 旭テック本社工場専用線 - 東海道本線菊川駅より分岐（1975年3月頃廃止）
- 日本大昭和板紙吉永工場専用線 - 岳南鉄道（現・岳南電車）比奈駅・岳南原田駅より分岐
- 日本たばこ産業浜松工場専用線 - 東海道本線西浜松駅より分岐（2015年3月廃止）

##### 愛知県
- 東邦ガス一宮製造所・日本毛織一宮工場専用線 - 東海道本線尾張一宮駅より分岐
- ユニチカ豊橋工場専用線 - 豊橋鉄道渥美線高師駅より分岐
- 豊橋紡績工場専用線 - 豊橋鉄道渥美線大清水駅より分岐
- 小野田セメント三河工場専用線 - 豊橋鉄道渥美線分岐点（現神戸駅）より分岐（1984年1月31日廃止）
- 興和コンクリート豊橋工場専用線 - 飯田線小坂井駅より分岐（1971年12月頃廃止）
- 日本レイヨン（のちのユニチカ）岡崎工場専用線 - 名鉄挙母線大樹寺駅より分岐、同線廃止後は岡多線北岡崎駅より分岐（1999年廃止）
- 富士紡績小坂井工場専用線 - 東海道本線西小坂井駅より分岐（1972年3月頃廃止）
- 竹本油脂本社工場専用線 - 東海道本線蒲郡駅より分岐
- 日本通運蒲郡支店専用線 - 東海道本線蒲郡駅より分岐
- 日清紡美合工場専用線 - 名古屋鉄道名古屋本線美合駅より分岐
- 日本油脂愛知事業所専用鉄道 - 武豊線武豊駅より分岐（1984年1月廃止）
- 東亞合成名古屋工場専用線 - 名古屋臨海鉄道昭和町駅より分岐
- 協同飼料名古屋工場専用線 - 名古屋臨海鉄道船見町駅より分岐
- 伊勢湾海運東名港事業所専用線 - 名古屋臨海鉄道船見町駅より分岐
- 片倉チッカリン名古屋事業所専用線 - 名古屋臨海鉄道船見町駅より分岐
- リノール油脂名古屋工場専用線 - 名古屋臨海鉄道汐見町駅より分岐
- 三菱商事薬品タンク専用線 - 名古屋臨海鉄道汐見町駅より分岐
- 東洋レーヨン名古屋事業所第1工場専用線 - 名古屋鉄道築港線名電築港駅より分岐（書類上は東名古屋港駅より分岐）
- 東洋レーヨン名古屋事業所第2工場専用線 - 名古屋鉄道名電築港駅より分岐（上記と同様の扱い）
- 日本車輌製造大江製作所専用線 - 名古屋鉄道築港線東名古屋港駅より分岐
- 三菱倉庫大江倉庫専用線 - 名古屋鉄道築港線東名古屋港駅より分岐
- 大協石油名古屋油槽所専用線 - 名古屋鉄道築港線東名古屋港駅より分岐
- 農林省大江食糧倉庫専用線 - 名古屋鉄道築港線東名古屋港駅より分岐
- 中部電力名古屋火力発電所専用線 - 名古屋鉄道築港線東名古屋港駅より分岐
- 東洋レーヨン岡崎工場専用線 - 名古屋鉄道名古屋本線矢作橋駅より分岐
- 愛知製鋼知多工場専用線 - 名古屋鉄道常滑線聚楽園駅より分岐 （1983年廃止）
- 愛知紡績安城工場専用線 - 名古屋鉄道名古屋本線今村駅（現・新安城駅）より分岐 （1966年廃止）
- トヨタ自動車工業元町工場専用線 - 名古屋鉄道三河線土橋駅より分岐 （1984年廃止）
- 航空自衛隊小牧基地専用線 - 名古屋鉄道小牧線豊山駅（貨物駅）より分岐
- 三興製紙祖父江工場専用線 - 名古屋鉄道尾西線森上駅より分岐（1978年廃止）

##### 三重県
- 三菱ガス化学四日市工場専用線 - 関西本線南四日市駅より分岐
- JSR四日市工場専用線 - 関西本線南四日市駅より分岐
- 紀州製紙紀州工場専用線 - 紀勢本線鵜殿駅より分岐（2013年3月16日休止・2016年3月31日廃止）
- 国見山石灰鉱業専用線
- 石原産業四日市工場専用鉄道 - 関西本線塩浜駅より分岐
- 三菱化学四日市事業所専用線 - 関西本線塩浜駅より分岐
- ダイヘン三重事業所専用線 - 紀勢本線多気駅より分岐

#### 近畿地方

##### 滋賀県
- 麒麟麦酒滋賀工場専用線 - 近江鉄道多賀駅（現・多賀大社前駅）より分岐（1983年10月廃止）
- ダイニック滋賀工場専用線 - 近江鉄道多賀駅（現・多賀大社前駅）より分岐
- 住友大阪セメント
  - 彦根工場専用線- 近江鉄道彦根駅より分岐（1988年廃止）
  - 伊吹工場専用線 - 東海道本線近江長岡駅より分岐（1999年6月廃止）
- 旭化成工業守山支社専用線 - 東海道本線守山駅より分岐
- 東レ滋賀事業場専用線 - 東海道本線石山駅より分岐
- 日本電気硝子大津事業場専用線 - 東海道本線石山駅より分岐
- 太平洋セメント大津サービスステーション専用線 - 東海道本線膳所駅より分岐
- 日本電気硝子滋賀高月事業場専用線 - 北陸本線高月駅より分岐

##### 京都府
- 大阪ガス京都工場専用線- 東海道本線・貨物支線京都市場駅より分岐
- 島津製作所専用線- 山陰本線花園駅より分岐
- ユニチカ宇治工場専用線 - 奈良線宇治駅より分岐
- 陸軍
  - 宇治火薬製造所専用線 - 奈良線木幡駅より分岐
- 陸上自衛隊
  - 桂駐屯地専用線 - 東海道本線向日町駅より分岐
  - 祝園分屯地専用線 - 片町線三山木信号場（現在の下狛駅の北）より分岐[7]（1972年6月廃止）
- 日之出化学工業舞鶴工場専用線 - 舞鶴線西舞鶴駅より分岐
- 大和紡績舞鶴工場専用線 - 宮津線より分岐
- 日本板硝子舞鶴工場専用線 - 小浜線松尾寺駅より分岐

##### 大阪府
- 日本専売公社茨木工場専用線 - 東海道本線茨木駅より分岐
- 昭和電工吹田工場専用線 - 東海道本線吹田（操）駅より分岐
- 陸軍
  - 大阪砲兵工廠香里製造所専用線 - 片町線星田駅より分岐
  - 中宮演習場（禁野弾薬庫）専用線 - 片町線津田駅より分岐
- 汽車会社専用線 - JRゆめ咲線（桜島線）安治川口駅より分岐
- 住友金属工業製鋼所専用線 - JRゆめ咲線（桜島線）安治川口駅より分岐
- 関西フレートサービス - JRゆめ咲線（桜島線）桜島駅から桜島埠頭近辺の貨物側線を委託運行
- 浪速鉄道産業 - 大阪臨港線浪速貨物駅以遠、大阪港線・大阪東港線とその貨物側線を委託運行
- 中山製鋼所構内軌道（大阪市大正区）

##### 兵庫県
- 陸軍
  - 獣医資材支廠長尾分廠専用線 - 福知山線中山寺駅より分岐
  - 野里兵器廠専用線 - 福知山線中山寺駅より分岐
- 神崎製紙神崎工場専用線 - 東海道本線尼崎駅より分岐
- 神戸製鋼所神戸製鉄所専用線 - 東海道本線（神戸臨港線）神戸港駅より分岐
- 神戸製鋼所尼崎製鉄所専用線（構内鉄道）
- 日本毛織加古川工場・印南工場専用線 - 山陽本線宝殿駅より分岐
- 住友セメント宝殿梱包所専用線 - 山陽本線宝殿駅より分岐（1997年3月廃止）
- 東京芝浦電気姫路工場・網干工場専用線 - 山陽本線網干駅より分岐（1966年11月、地方鉄道北沢産業網干鉄道に転換）
- 新日本製鐵広畑製鐵所専用鉄道 - 播但線飾磨駅より分岐（1986年10月廃止）
- キッコーマン高砂工場専用線 - 高砂線高砂駅より分岐
- 神戸製鋼所高砂製鉄所専用線 - 高砂線高砂駅より分岐
- 三菱製紙高砂工場専用線 - 高砂線高砂駅より分岐
- 三菱重工業高砂工場専用線 - 高砂線高砂駅より分岐
- 播磨耐火煉瓦専用線 - 高砂線高砂駅より分岐
- タクマ汽缶製造専用線 - 高砂線高砂駅より分岐

##### 和歌山県
- 巴川製紙所新宮工場専用線 - 紀勢本線紀伊佐野駅より分岐（1995年6月廃止）
- 大和紡績和歌山工場専用線 - 紀州鉄道線西御坊駅より分岐（1984年6月廃止）
- 本州化学和歌山工場専用線 - 紀勢本線宮前駅 - 紀三井寺駅間でより分岐
- 住友金属工業和歌山製鉄所専用線 - 南海加太線東松江駅より分岐（1984年廃止）

#### 中国地方

##### 鳥取県
- 神鋼JFE機器株式会社上井工場専用線 - 山陰本線倉吉駅より分岐（1983年頃廃止）

##### 島根県
- 日立金属安来工場専用線 - 山陰本線安来駅より分岐（1983年12月廃止）
- 日本製紙ケミカル江津事業所専用線 - 山陰本線江津駅より分岐（1997年廃止）
- ダイワボウレーヨン益田工場専用線 - 山陰本線益田駅より分岐（1997年廃止）
- 中国電力三隅火力発電所専用線 - 山陰本線岡見駅より分岐（2014年廃止）

##### 岡山県
- 岡山土地倉庫専用線 - 山陽本線旧、西岡山駅（現・岡山貨物ターミナル駅）より分岐
- 日本専売公社岡山工場専用線 - 山陽本線旧、岡山駅貨物取扱所より分岐
- 林原（現・ナガセヴィータ）・カバヤ食品旧、本社兼岡山工場専用線（2社併用） - 山陽本線旧、岡山駅貨物取扱所より分岐
- 日本通運岡山駅前倉庫（現・岡山支店）専用線 - 山陽本線旧、岡山駅貨物取扱所より分岐
- 食糧庁（現・農林水産省）岡山食料事務所専用線 - 山陽本線旧、岡山操車場より分岐
- 日清製粉岡山工場専用線 - 山陽本線現、岡山駅より分岐
- キリンビール岡山工場専用線 - 山陽本線万富駅より分岐
- カルピス・ユニチカ総社工場専用線（2社併用） - 伯備線総社駅より分岐

##### 広島県
- 三菱重工糸崎工場専用線 - 山陽本線糸崎駅より分岐
- キリンビール広島工場専用線 - 山陽本線東広島駅（現・広島貨物ターミナル駅）より分岐（1986年11月廃止）、詳細は「キリンビール広島工場#専用線」を参照
- 三井化学岩国大竹工場専用線 - 山陽本線大竹駅より分岐（2000年頃廃止）
- 新日本石油精製麻里布製油所専用線 - 山陽本線大竹駅より分岐（1980年代廃止）
- 陸上自衛隊海田市駐屯地専用線 - 山陽本線海田市駅より分岐
- 海上自衛隊呉造修補給所貯油所（旧海軍呉鎮守府軍需部）専用線 - 呉線吉浦駅より分岐
- バブコック日立（現・三菱パワー）呉工場専用線 - 呉線呉駅より分岐
- 東洋パルプ（現・王子製紙呉工場）・在日米陸軍広弾薬庫専用線 - 呉線広駅より分岐
- 米田物産専用線 - 呉線仁方駅より分岐
- 三井金属竹原精錬所専用線 - 呉線竹原駅より分岐
- 日本肥糧専用線 - 呉線忠海駅より分岐

##### 山口県
- カネボウ防府工場専用線 - 山陽本線防府駅より分岐（1986年廃止）
- 日本たばこ産業防府工場専用線 - 山陽本線防府駅より分岐（1986年廃止）
- 協和醗酵工業防府工場専用線 - 山陽本線防府駅より分岐（1986年廃止）
- 東ソー南陽事業所専用線 - 山陽本線新南陽駅より分岐（2007年4月休止）
- トクヤマ徳山工場専用線 - 山陽本線新南陽駅より分岐
- 太平洋セメント重安鉱業所専用線 - 美祢線重安駅より分岐（2009年10月休止）
- セントラル硝子宇部工場専用線 - 宇部線宇部岬駅より分岐（2009年10月休止）
- 宇部興産伊佐セメント工場専用線 - 美祢線美祢駅より分岐（2014年廃止）

#### 四国地方

##### 徳島県
- 板西農業協同組合専用線 - 高徳線板野駅より分岐（1982年11月15日廃止）
- 東邦レーヨン徳島工場専用線 - 高徳線勝瑞駅より分岐（1984年2月1日廃止）
- 東亞合成化学工業徳島工場専用線 - 高徳線吉成駅より分岐
- 日本専売公社小松島原料工場専用線 - 牟岐線中田駅より分岐
- 日本専売公社池田工場専用線 - 土讃線阿波池田駅より分岐
- 天真醤油専用線 - 土讃線阿波池田駅より分岐

##### 香川県
- 大日本木材防腐四国工場専用線 - 予讃線坂出港駅より分岐
- 東亜化学工業坂出工場専用線 - 予讃線坂出港駅より分岐
- 丸紅坂出油槽所専用線 - 予讃線坂出港駅より分岐
- 観音寺農業協同組合専用線 - 予讃線観音寺駅より分岐

##### 愛媛県
- 井関農機松山工場専用鉄道 - 予讃本線伊予和気駅より分岐（1981年10月廃止）

##### 高知県
- 土佐石灰工業大平山鉱山専用線 - 土讃線斗賀野駅より分岐（1992年9月廃止）
- 大阪セメント高知工場専用鉄道 - 土讃線多ノ郷駅より分岐（1992年10月廃止）

#### 九州地方

##### 福岡県
- 三井鉱山セメント田川工場専用鉄道（金見鉄道） - 平成筑豊鉄道金田駅より分岐（2004年3月廃止）
- 日本セメント香春工場専用線 - 日田彦山線香春駅・田川線勾金駅より分岐（1989年3月廃止）
- キリンビール福岡工場専用線 - 甘木線太刀洗駅より分岐（1984年9月廃止）
- 三井化学大牟田工場専用鉄道（かつての三井三池鉄道・旭町線の一部） - 鹿児島本線大牟田駅（仮屋川操車場）より分岐（2020年5月7日運行終了）[8]
- 北九州港管理組合田野浦公共臨港線 - 鹿児島本線外浜駅より分岐（2004年3月休止）
  - この専用線は観光用に転用され、2009年以降平成筑豊鉄道門司港レトロ観光線として旅客営業を行っている。
  - 三井鉱山セメント田川事業所門司仕上工場専用線 - 上記田野浦公共臨港線より分岐（2004年3月廃止）
- 豊国セメント苅田工場専用線 - 日豊本線苅田駅より分岐（1973年4月1日廃止）
- 日立金属九州工場専用線 - 日豊本線苅田港駅より分岐

##### 佐賀県
- 三愛石油佐賀油槽所専用線 - 長崎本線神埼駅より分岐（1997年3月22日廃止）

##### 長崎県
- 味の素九州工場専用線 - 佐賀線（1987年3月全線廃止）諸富駅より分岐（1984年2月1日廃止）
- 川棚海軍工廠専用線 - 大村線川棚駅より分岐
- ジョスコー線 - 佐世保線佐世保駅延伸（1978年10月1日廃止）

##### 熊本県
- 三菱重工業第九航空機製作所専用線 - 豊肥本線水前寺駅より分岐（1953年頃廃止）
- 西部ガス熊本工場 - 豊肥本線南熊本駅より分岐
- 熊本食糧事務所専用線 -  豊肥本線南熊本駅より分岐
- 東海カーボン田ノ浦工場専用線 - 鹿児島本線肥後田浦駅より分岐（1984年2月1日廃止）
- チッソ水俣工場専用線 - 鹿児島本線水俣駅より分岐（1986年11月1日廃止）

##### 大分県
- 九州石油大分製油所専用線 - 日豊本線鶴崎駅より分岐（1997年3月22日廃止）

##### 宮崎県
- 旭化成延岡工場専用線（レーヨン線） - 日豊本線延岡駅より分岐
- 旭化成延岡工場専用線（火薬線） - 日豊本線延岡駅より分岐

##### 鹿児島県
- 出水製紙出水工場専用線 - 鹿児島本線出水駅より分岐（1981年6月2日廃止）
- 日本アルコール産業九州工場専用線 - 鹿児島本線出水駅より分岐（1984年2月1日廃止）
- 共同石油・伊藤忠燃料専用線 - 鹿児島本線出水駅より分岐（1984年2月1日廃止）
- 鶏協飼料専用線 - 鹿児島本線出水駅より分岐（1984年2月1日廃止）

##### 沖縄県
- 大東糖業南大東事業所専用線 （1983年9月廃止）